# Ratpenat de cua de beina africà
El ratpenat de cua de beina africà (Coleura afra) és una espècie present a Àfrica i al Iemen.
Habita la sabana i els deserts.